# Varbergs straffängelses församling
Varbergs straffängelses församling var en församling för de intagna i Varbergs straffängelse i Göteborgs stift och i nuvarande Varbergs kommun. Församlingen upplöstes 1880.

## Administrativ historik
Församlingen bildades 1848 och upplöstes 1880.